# Рінпоче
Рінпоче (також вимовляється Рімбоче і Рінбоку, тиб. རིན་པོ་ཆེ་, вайлі: rin po che), є почесним терміном, що використовується у тибетській мові. Буквально означає «дорогоцінний», також «опікун», «прихисток» (схованка) і може використовуватися для позначення людини, місця або речі — як слова «gem» або «jewel» (санскритська ратна). Слово складається з рін (значення) і по (номінативний суфікс), і чен (великий).
Це слово використовується в контексті тибетського буддизму як спосіб проявити повагу при зверненні до тих, які визнані як перевтілені, старші, шановані, відомі, вчені та/або досконалі лами або вчителі Дхарми. Воно також використовується як гоноратив для настоятелів монастирів.

## Перелік
- Гарчен Рінпоче (англ. Garchen Rinpoche, народ. у 1936) — один з найважливіших наставників традиції Дрікунґ Каґ'ю тибетського буддизму.
- Сакйонг Міпам Рінпоче (англ. Sakyong Mipham?Джамон Міпам Рінпоче, Джампал Тінлей Драдул, ім'я при народженні Öсел Рандрол; нар. в 1962) — вчитель тибетського буддизму, глава міжнародної буддистської асоціації «Буддизм Шамбали».
- Чок'ї Німа Рінпоче (англ. Chokyi Nyima Rinpoche) (*1951) — (англ. Chokyi Nyima Rinpoche) (*1951) — перший син Тулку Урґ'єна Рінпоче сім'ї Цанґсар, яка упродовж багатьох поколінь є держателем рідкісної лінії Баром Каг'ю.
- Тулку Урген Рінпоче (англ. Tulku Urgyen Rinpoche) (1920 — 13 лютого 1996) — буддистський релігійний діяч.
- Лопен Цечу Рінпоче (1918 — 2003)  — великий учитель Тибетського буддизму, відомий у Гімалаях.
- Калу Рінпоче — (1905 — 1989) буддійський лама, майстер медитації, вчений та учитель.
- Чог'ям Трунгпа Рінпоче
- Тхубтен Сопа Рінпоче
- Дрікунґ Кйобпа Джіктен Ґонпо Рінпоче
- Гуру Рінпоче